# Toon Leenders
Toon Leenders (* 17. April 1986 in Deurne, Niederlande) ist ein niederländischer Handballspieler.

## Karriere
Toon Leenders spielte in den Niederlanden beim Bevo HC, mit dem er am EHF-Pokal und am Europapokal der Pokalsieger teilnahm. 2009 wechselte der 2,02 Meter große Kreisläufer zum deutschen Zweitligisten HSG Nordhorn-Lingen. Ab 2012 stand er beim TUSEM Essen unter Vertrag, mit dem er in der Saison 2012/13 in der Handball-Bundesliga spielte. Im Sommer 2014 kehrte er nach Nordhorn zurück. Ab der Saison 2015/16 stand er bei Bevo HC unter Vertrag. Ab dem Juli 2017 stand er erneut bei der HSG Nordhorn-Lingen unter Vertrag. Leenders beendete im Sommer 2021 aufgrund des Verschleißes an seiner Hüfte seine Karriere. Im Jahr 2022 half er nochmals für zwei Spiele bei seinem ehemaligen Verein aus. Seit Mai 2024 läuft er für den deutschen Drittligisten TV Emsdetten auf.
Leenders bestritt 102 Länderspiele für die niederländische Nationalmannschaft, in denen er 165 Tore erzielte.